# 及新
及新（おいしん）は、岩手県釜石市にあった日本の百貨店である。

## 歴史・概要
1873年（明治6年）6月1日に（初代）谷沢茂市が岩手県釜石市仲町で「及新呉服店」を開き、呉服太物や古着を販売したのが始まりである。
1927年（昭和2年）に百貨店へ業態転換して、洋服・洋品・呉服などを販売するようになった。
また、保険部を開設して明治生命保険と第一徴兵保険の代理店業務も行ったほか、山林部も開設した。
しかし、第2次世界大戦の戦災により店舗が焼失したため、戦後すぐにバラックを建てて営業を再開した。
1951年（昭和26年）に当時の地方百貨店では珍しいショーウィンドウを持つ鉄筋コンクリート造3階建て・延べ床面積約680坪の店舗を新築して釜石市で唯一の百貨店となり、同年7月1日に資本金150万円で「株式会社 及新」を設立して法人化した。
1960年（昭和35年）12月に釜石市浜町3-1に鉄筋コンクリート造4階建ての紳士コーナーを開設し、1962年（昭和37年）1月に3階建ての本館を地下1階・地上3階建てに増改築した。
1976年（昭和51年）1月2日に及新百貨店の裏から出火して当店を含む16棟が全焼し、近隣の山林約240haにも延焼する火災が発生した。
この火災を切っ掛けに、1980年（昭和55年）11月20日に不渡手形を出して経営破綻し、「オイシンマート」はマイヤに事業継承されて同月23日に営業を再開した。

## 年表
- 1873年（明治6年）6月1日[3] - （初代）谷沢茂市が岩手県釜石市仲町で[8]「及新呉服店」を創業[2]。
- 1927年（昭和2年） - 百貨店へ業態転換し、洋服・洋品・呉服などの販売を開始[10]。
- 1951年（昭和26年）
  - ショーウィンドウを持つ鉄筋コンクリート造3階建て・延べ床面積約680坪の店舗を新築して釜石市で唯一の百貨店となる[8]。
  - 7月1日[3] - 資本金150万円で「株式会社 及新」を設立して法人化[2]。。
- 1953年（昭和28年）10月 - 資本金を480万円に増資[2]。
- 1960年（昭和35年）12月 - 釜石市浜町3-1に鉄筋コンクリート造4階建ての紳士コーナーを開設[2]。
- 1962年（昭和37年）
  - 1月 - 3階建ての本館を地下1階・地上3階建てに増改築[2]。
  - 10月 - 資本金を980万円に増資[2]。
- 1963年（昭和38年）
  - 9月[14] - 上閉伊郡大槌町に大槌店を開設[2]。
  - 12月 - 資本金を1980万円に増資[2]。
- 1964年（昭和39年）4月 - 釜石市只越町に及新マートを開店[2]。
- 1976年（昭和51年）1月2日 - 及新百貨店の裏から出火して全焼[11]。
- 1980年（昭和55年）
  - 11月[13]20日[12] - 不渡手形を出して経営破綻[12]。
  - 11月23日 - 「オイシンマート」はマイヤに事業継承されて営業を再開[12]。

## かつて存在した店舗
- 及新マート只越店[15]（釜石市只越町1-3-4[16]、1964年（昭和39年）4月1日開店[16]）

鉄筋コンクリート造2階建て、売場面積450m2
- オイシンマート鵜住居駅前店（釜石市鵜住居駅前[18]、1968年（昭和43年）7月1日開店[16]）

売場面積198m2
- オイシンマート大町店（釜石市大町2-8[16]、1970年（昭和45年）8月2日開店[16]）

延べ床面積686m2、売場面積515m2
- （初代）オイシンマート中妻店（釜石市栄町5-30[18][19]、1964年（昭和39年）12月6日開店[16]）

売場面積1,250m2 → 1,740m2
- （2代目）オイシンマート中妻店（釜石市、1980年（昭和55年）11月開店[20]）

延べ床面積5,387m2、売場面積2,124m2
- 及新マート大槌店（上閉伊郡大槌町大町6-14[21]、1963年（昭和38年）9月開店[14]）

延べ床面積795m2、売場面積400m2 → 722m2